# Адеодато
Адеода́то (итал. Adeodato, лат. Adeadatus; XII век) — итальянский скульптор, брат скульптора Груамонте. 

Даты рождения и смерти неизвестны. Достоверно известно лишь одно произведение, изготовленное Адеодато (в соавторстве с гораздо более знаменитым и талантливым братом) — архитрав приходской церкви Сант-Андреа в Пистое, на котором изображены следующие библейские сцены: «Волхвы верхом», «Ирод приказывает истребить младенцев» и «Дары волхвов», причём Адеодату приписывают создание наиболее грубо сделанных фрагментов композиции. На архитраве высечена следующая надпись, относящаяся к 1166 (по другой версии — к 1196) году:
Сделал это творение мастер Груамонте и его брат Адеодато.Оригинальный текст (лат.)Fecit hoc opus Gruamons magister bonus et Adeadatus frater eius.
Некоторые исследователи также приписывают Адеодату архитрав с изображением Тайной вечери в приходской церкви Сан-Джованни-Фуорчивитас в Пистое, но большинство исследователей не разделяют эту точку зрения.

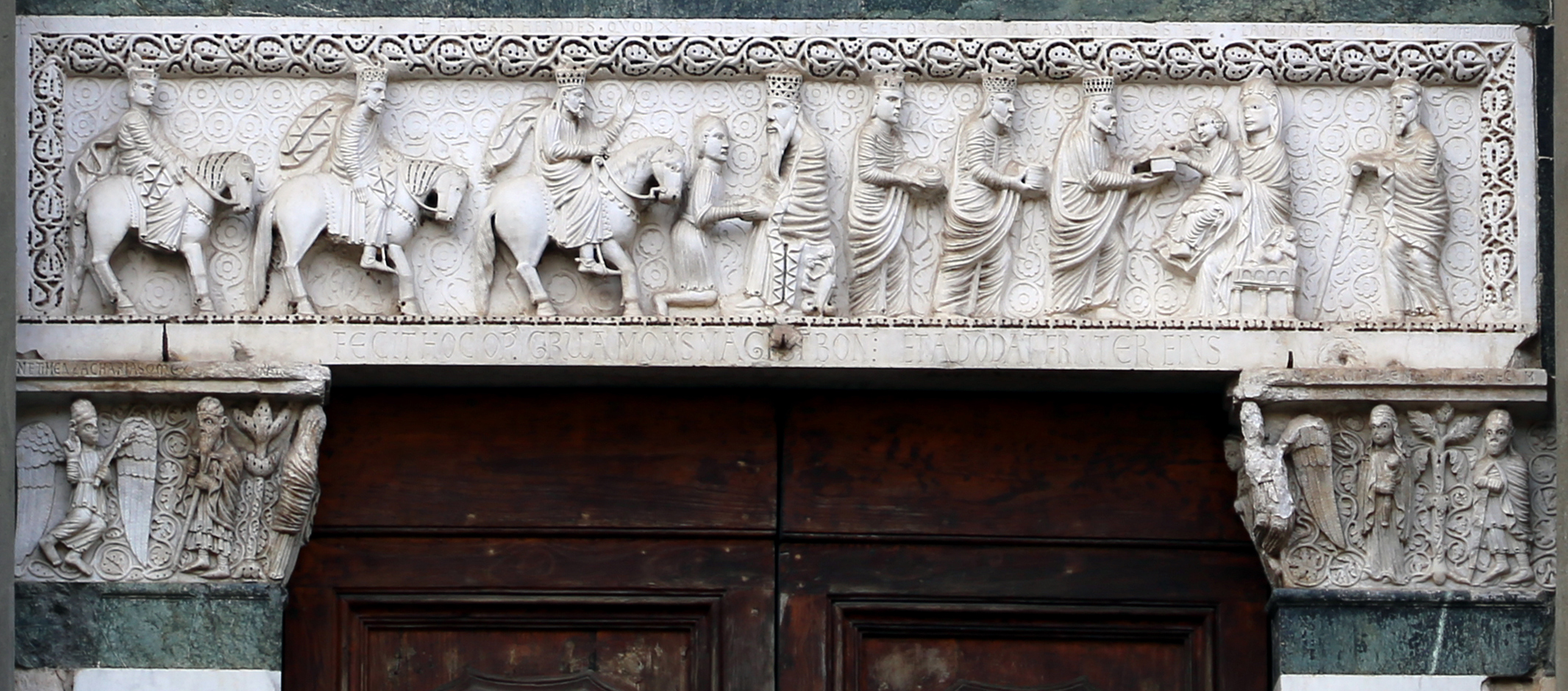
Архитрав церкви Сант-Андреа